# 苏阿皮蒂水电站
苏阿皮蒂水电站（法語：Centrale hydroélectrique de Souapiti）是一座位於几内亚境內孔库雷河中游的水电站，依賴孔库雷河河水發電，设计装机容量45-51万千瓦，水电站的大坝长度为1148米，最大坝高116米，正常蓄水水位为210米。苏阿皮蒂水电站于2015年12月22日开工兴建，设计单位为中国长江三峡集团，监理公司是法国企业Tractebel集团，施工单位是中国水利电力对外有限公司。2021年，该水电站全部机组投产发电。